# Eixample Diputació
L'Eixample-Diputació és un barri de la ciutat valenciana d'Alacant. Limita en el seu vèrtex nord amb el barri de Sant Blai; a l'est, separat per les avingudes del General Marvà, Federico Soto i Doctor Gadea, amb els barris del Mercat i el Centre; i a l'oest, separat per les avingudes de Salamanca i Óscar Esplá, amb els barris d'Alipark i Benalua. Al sud, separat per les avingudes d'Eusebio Sempere i Doctor Ramón y Cajal, es troba el Port d'Alacant.
D'acord amb la llista de carrers i la llista de barris de la pàgina de l'Ajuntament, el Port i la platja del Postiguet s'inclouen dins d'aquest barri, ja que aquestes àrees manquen d'habitants i no afecten des del punt de vista estadístic. Aplicant aquesta ampliació, el barri de l'Eixample-Diputació també limita amb els barris del Barri Vell-Santa Creu, el Raval Roig i Bonavista de la Creu per l'est; el Polígon del Baver per l'oest; i la mar Mediterrània pel sud.
Segons el cens de 2019, compta amb una població de 14 659 habitants (6 606 homes i 8 053 dones), que el converteixen en el sisé barri més habitat d'Alacant.

## Història
El barri és considerat com el centre neuràlgic de la ciutat, i els seus carrers són on es concentren la major part de comerços, seus d'entitats (tant públiques com privades) i vida social de la ciutat, juntament amb el barri oficialment designat com a Centre.
Va ser dissenyat a finals del segle xix i començaments del xx, després de l'enderrocament de la muralla de la ciutat (que en la seua versió més moderna tancava la ciutat a la porta de Sant Francesc, actual plaça de Calvo Sotelo) i el projecte de construcció del palau de la Diputació d'Alacant per l'aleshores arquitecte municipal Juan Vidal i Ramos. Prèviament aquesta zona era ocupada per edificacions industrials esparses, així com habitatges a vora mar desordenats. La filosofia de l'urbanisme higienista que imperava en el moment i destacada en la figura de l'arquitecte Juan Guardiola i Picó, qui va coordinar la principal tasca de planificació d'aquesta expansió urbana, a més d'impulsar reformes urbanes des del Port d'Alacant i les edificacions que hi fitaven fins al barranc de Sant Blai, aleshores prou separat del nucli urbà. La manca d'accés a l'aigua corrent i la mala higiene causada pels carrers estrets i el clavegueram a cel obert, així com qüestions urbanístiques i militars, motivaren el desenvolupament d'aquesta operació urbanística que va cristal·litzar lentament amb el pas del segle fins a l'enderrocament de la Montanyeta durant la dècada dels anys 40, suposant la superació definitiva d'un dels límits urbanístics històrics de la ciutat. Presenta un característic traçat de mena hipodàmica.

## Vies i edificis importants
En aquest barri es troben importants nuclis comercials com El Corte Inglés, l'avinguda Maisonnave, l'avinguda de l'Estació o l'avinguda d'Òscar Esplà, l'estació de ferrocarril, i els principals edificis del Govern espanyol situats en la plaça de la Montanyeta. La plaça dels Cavalls, considerada com el punt central de la ciutat, forma part d'aquest barri. Altres edificis destacables són l'antiga estació d'autobusos, lloc on es pot trobar un refugi antiaeri de la Guerra Civil.